# Teke (Indonesië)
Teke is een bestuurslaag in het regentschap Bima van de provincie West-Nusa Tenggara, Indonesië. Teke telt 3134 inwoners (volkstelling 2010).